# The Beloved Vagabond (romance)

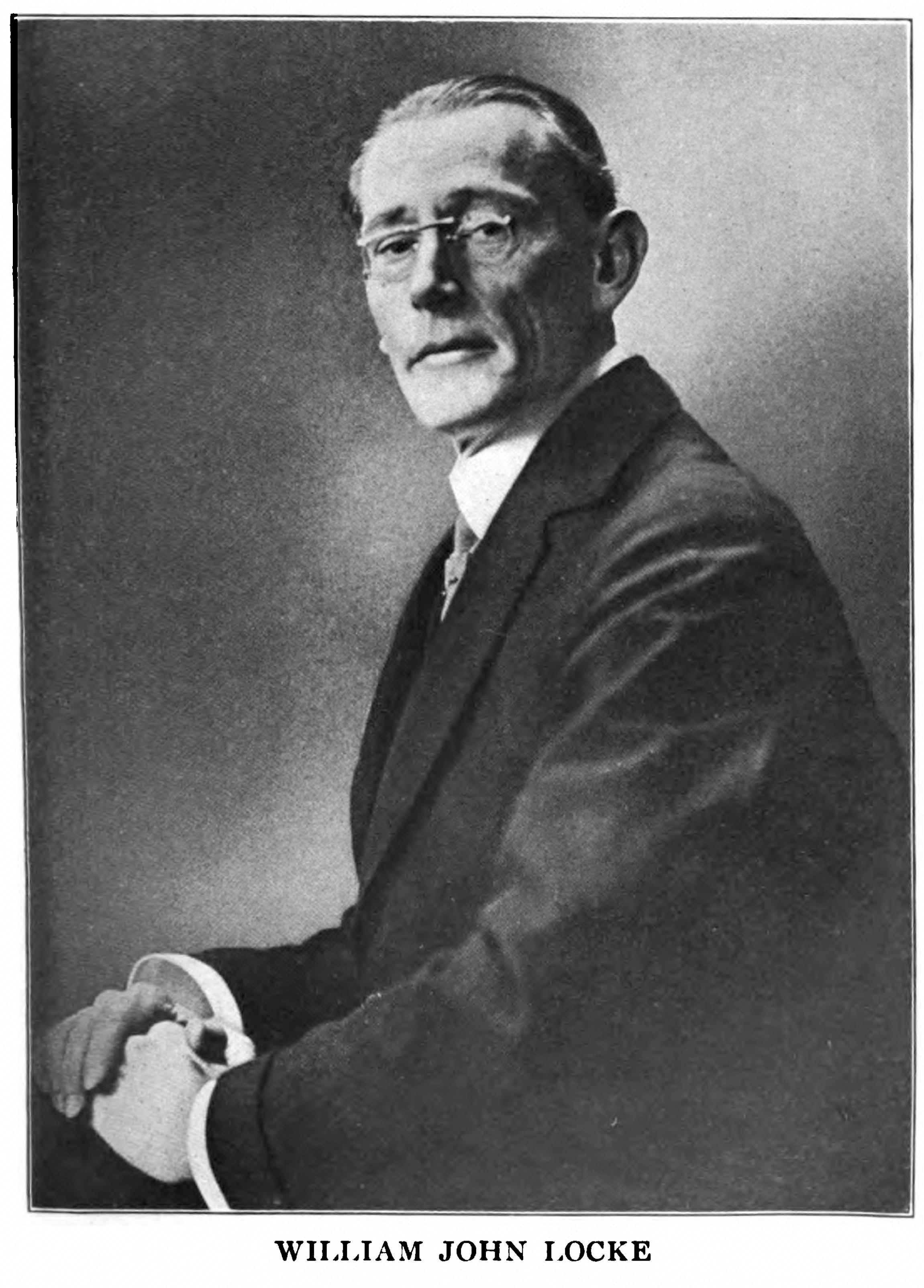
William John Locke

The Beloved Vagabond é um romance britânico de 1906, escrito por William John Locke. É a obra mais famosa de Locke. Na França do século XIX, um arquiteto decide disfarçar-se como um vagabundo.

## Adaptação
Em 1908, Luke adaptou o romance em uma peça. Foram feitas várias adaptações para o cinema, incluindo em 1915, 1923 e 1936.